# Corneville-sur-Risle

Corneville-sur-Risle este o comună în departamentul Eure, Franța. În 1 ianuarie 2022 avea o populație de 1.371 de locuitori.